# 帕斯瓦利斯區
帕斯瓦利斯區是立陶宛帕內韋日斯縣内的市镇，行政中心为帕斯瓦利斯市。市镇面積为1,289平方公里，2020年人口数量为22,816人。